# Rabupura
Rabupura é uma cidade e uma nagar panchayat no distrito de Gautam Buddha Nagar, no estado indiano de Uttar Pradesh.

## Geografia
Rabupura está localizada a 28° 15′ N, 77° 36′ L. Tem uma altitude média de 196 metros (643 pés).

## Demografia
Segundo o censo de 2001, Rabupura tinha uma população de 13,024 habitantes. Os indivíduos do sexo masculino constituem 53% da população e os do sexo feminino 47%. Rabupura tem uma taxa de literacia de 43%, inferior à média nacional de 59.5%: a literacia no sexo masculino é de 54% e no sexo feminino é de 30%. Em Rabupura, 19% da população está abaixo dos 6 anos de idade.